# Gordon MacDonald (Theologe)
Gordon James MacDonald (* 1939 in Neuengland), auch GMAC genannt, ist ein evangelikaler Pastor, Referent, Autor, geistlicher Berater von Bill Clinton und Mentor.

## Leben
MacDonald wuchs als Sohn eines Pastors in Neuengland auf, er wollte bereits als Kind Pastor werden und studierte Theologie.
In den Jahren von 1972 bis 1984 war er Seniorpastor der Grace Chapel in Lexington, Massachusetts, und arbeitete dann bis 1987 für World Vision, ein christliches Hilfswerk. Gleichzeitig wurde er auch Präsident von InterVarsity Christian Fellowship, einer der größten evangelikalen Studierendenorganisationen in den USA. Er lehrte auch regelmäßig am Bethel Theological Seminary in St. Paul, Minnesota, und am Gordon-Conwell Theological Seminary in Neuengland.
1987 wurde kolportiert, dass er eine außereheliche Affäre habe, und er verlor auf Grund dessen seine Arbeitsstelle. Später schrieb er ausführlich über die verborgene Welt, seine Schwächen und den Prozess der Wiederherstellung im Buch Wenn alles zerbricht. Schritte zu einem Neuanfang. Zwei Jahre später wurde er Pastor der Trinity Baptist Church in Manhattan, New York City, und 1993 konnte er zur Grace Chapel in Lexington zurückkehren.
MacDonald war ein geistlicher Berater des US-amerikanischen Präsidenten Bill Clinton. 2001 gehörten er und seine Frau zu den Notfall-Seelsorgern, die bei 9-11 Hilfe leisteten.
2007 war er Sprecher der No-Regrets-Männerkonferenz in der Elmbrook-Kirche in Brookfield, Wisconsin, zum Thema: Ein starkes Ende. Von 2008 bis 2009 war er Interimspräsident des Denver Seminary sowie Referent am Willow Creek-Leitungskongress in Deutschland. Regelmäßig verfasste MacDonald eine Kolumne und Beiträge für die deutsche christliche Zeitschrift AufAtmen und war für Seminare des geistlichen Lebens in Deutschland, so im Dünenhof bei Cuxhaven, wo er meistens von seinem deutschen Freund Ulrich Eggers übersetzt wurde. Seit seiner Pensionierung setzt er viel Zeit ein, um jüngere Pastoren aus- und weiterzubilden, damit sie zu guten Leitungspersönlichkeiten heranreifen können. Durch seinen Mentor und Freund Vernon Grounds hat er ähnliche Förderung und Unterstützung erhalten. 2016 bis 2017 schrieb der erfahrene Pastor in der Zeitschrift AufAtmen eine dreiteilige Serie über Heilige Gemeinschaft, worin es um Ideal, Praxis und Probleme christlicher Gemeinschaft ging, was für ihn ein zentrales Anliegen ist.

## Familie
MacDonald ist verheiratet mit Gail, sie haben zwei Kinder und fünf Enkelkinder und leben bei Laconia, New Hampshire.

## Lehre
MacDonald hat über Jahrzehnte Erfahrungen als Pastor, Seelsorger, Leiter, Ehemann und Freund gesammelt. Aus diesem Erfahrungsschatz und dabei gewonnenen geistlichen Einsichten hat er wichtige allgemeine Erkenntnisse formuliert und weitergegeben.
1. Alle Ereignisse und persönliche Begegnungen sollen nach den darin enthaltenen Botschaften der Weisheit und Einsicht Gottes durchsucht werden.
2. Sensibel sein für alles, worin Gottes Gegenwart spürbar wird: in der Schönheit der Schöpfung und der Kunst, im Leiden, im Studium, in verschiedenen Formen des privaten und gemeinsamen Gottesdienstes, in den Geschichten von Jesus.
3. Einige wirkliche persönliche Freunde um sich sammeln, die bereit sind zur Ermutigung und Zurechtweisung.
4. Disziplin des Fürbittgebets üben für meine Familie, Freunde, Kirche, Verantwortungsträger und Leidende.
5. Erkenntnisse aus den Biografien großer Männer und Frauen Gottes, die im Laufe der Jahrhunderte gelebt haben, wertschätzen.
6. Die Bibel lieben lernen, um aus ihr die Gedanken und Absichten Gottes zu erhalten.
7. Lernen Buße zu tun, wenn man Unrecht getan hat, und schnell zu vergeben, wenn man durch andere verletzt wurde.
8. Wie Jesus auf die Schwachen und Verletzlichen mit Worten der Hoffnung zuzugehen.
9. Einen Lebensstil der Disziplin pflegen: Ordnung schaffen, klein und einfach bleiben und Älterwerden akzeptieren.
10. Ein geistlicher Vater für jüngere Menschen werden, die einem in ihre Erfahrungen aufnehmen wollen.
11. Seine Bekehrung zu Gott und Hingabe an Jesus täglich im Gebet erneuern.

Nach seinem aktiven Dienst als Pastor sind gesunde Selbstfürsorge, beanspruchtes Mentoring, Prioritäten richtig setzen und Grenzen ziehen zu zentralen Elementen seiner Lehre geworden. Er hat daraus folgende fünfzehn Punkte ausformuliert:
1. Setzen Sie die wichtigsten Menschen in Ihrem Leben an die erste Stelle.
2. Hören Sie nie auf zu wachsen, lernen Sie und erweitern Sie Ihr Wissen, Ihre Fähigkeiten und erhalten Sie Ihre körperliche und geistige Gesundheit.
3. Seien Sie mehr ein Priester als ein Prediger für die Menschen; segnen Sie die Menschen mit Hoffnung, Gnade, Mut und Liebe.
4. Denken Sie immer daran, dass Sie irgendwann ihre Titel und Privilegien aufgeben müssen.
5. Bereiten Sie sich auf Situationen vor, in denen Sie leiden, scheitern, in Konflikte geraten oder irgendeinen einen Verlust erleiden müssen.
6. Seien Sie vertrauenswürdig und verlässlich.
7. Halten Sie Wort, machen Sie keine Versprechen, die Sie nicht halten können.
8. Seien Sie ein geistlicher Vater oder eine geistliche Mutter für Menschen, die eines Tages Ihre Verantwortung übernehmen werden.
9. Leben Sie bescheiden.
10. Bleiben Sie schuldenfrei, seien Sie großzügig und auf der Hut vor denen, die Ihre Gunst kaufen wollen.
11. Verändern Sie alle sieben bis zehn Jahre die Umstände Ihres geistlichen Lebens.
12. Nehmen Sie Komplimente, Kritik und Ratschläge an.
13. Vermeiden Sie Jammern, Klagen und Selbstmitleid; in Kritik steckt meistens ein Körnchen Wahrheit.
14. Bleiben Sie wachsam gegenüber allem Bösen und allen Versuchungen.
15. Seien Sie schnell bereit, diese fünf Dinge zu sagen: Danke! Gut gemacht! Es tut mir leid! Ich vergebe dir! Wie kann ich dir helfen?

## Schriften (Auswahl)
- Ordering Your Private World, Highland Books, 2003, ISBN 1-89791-367-2.
  - Getrieben oder berufen. Ordne dein Leben, Projektion J, Hochheim 1988. ISBN 3-92535-209-0; neuer deutscher Titel: Ordne dein Leben. Perspektiven für den Umgang mit dem Leben und der Zeit, Projektion J, Hochheim 1992, ISBN 978-3-93366-002-2. Weitere Auflagen: Gerth Medien, Asslar 2021, ISBN 978-3-95734-719-0.
- Life God Blesses: Weathering the Storms of Life That Threaten the Soul, Study Resources, 1997, ISBN 0-78527-160-0.
  - Getragen vom Segen Gottes, SCM R. Brockhaus, Wuppertal 2000. ISBN 3-41724-425-0, 2. Auflage 2005. ISBN 978-3-41720-639-5.
- Sich verändern heisst leben. Von der schöpferischen Kraft des Neubeginns, SCM R. Brockhaus, Wuppertal 2001. ISBN 3-417-24445-5.
- Rebuilding Your Broken World, Highland Books, revidierte Auflage 2004, ISBN 978-1-89791-368-0.
  - Wenn alles zerbricht. Schritte zu einem Neuanfang, Gerth Medien, Asslar 2002, ISBN 978-3-89490-469-2.
- Generosity Devotional Book: Moving Toward Life That Is Truly Life, 2008, ISBN 978-0-9771174-1-3.
  - Beschenkt um zu verschenken. Vom Segen der Freigiebigkeit, Francke, Marburg 2005, ISBN 978-3-86122-737-3.
- Restoring your spiritual passion, Highland Books, 1987, ISBN 0-94661-632-9.
  - Zurück zur ersten Liebe. Wie ihr geistliches Leben neue Leidenschaft bekommt, Projektion J, Asslar, 2. Auflage 2007, ISBN 978-3-86591-258-9.
- Resilient Life: You Can Move Ahead No Matter What, Thomas Nelson Publishers, Nashville 2006, ISBN 978-0-7852-8791-9.
  - Du machst mich stark. Wie unser Glaube widerstandsfähig wird – Aus der Weisheit eines reichen Lebens, SCM R. Brockhaus, Wuppertal 2009, ISBN 978-3-417-26626-9.
- Going deep. Becoming a person of influence, Thomas Nelson Publishers, Nashville 2011, ISBN 978-0-7852-2608-6.
  - Tiefgänger. Eine Geschichte über Menschen mit Potenzial, Leiter mit dem richtigen Blick und das Glück, diese Welt zu verändern, SCM R. Brockhaus, Wuppertal 2011, ISBN 978-3-417-26464-7.
- Who stole my church. What to do when the church you love tries to enter the 21st century, Thomas Nelson Publishers, Nashville 2008, ISBN 978-0-7852-2601-7.
  - Ich will meine Gemeinde zurück. Wenn mein geistliches Zuhause mir fremd wird, SCM R. Brockhaus, Wuppertal 2011. ISBN 978-3-417-26475-3.
- Warum Jesus kein Burnout hatte. Von innen heraus stark sein, Brunnen, Gießen 2012. ISBN 978-3-7655-1189-9.
- Für meine Freunde: Lebensschätze meiner geistlichen Reise, Edition AufAtmen, SCM R. Brockhaus, Wuppertal 2019, ISBN 978-3-417-26870-6.

Audio/Hörbücher
- Tu deiner Seele Gutes, Sprecher: Kai U. Woytschak, ERF-Verlag, Wetzlar 2008, ISBN 978-3-86666-092-2.